# Demografía de la península ibérica en la Edad Media
La Demografía de la península ibérica en el período medieval fue en aumento, sobre todo después del descenso de la natalidad que se había observado durante el bajo Imperio romano. Las zonas más pobladas fueron las montañosas, ya que ofrecían mayor variedad de productos, debido a su diversidad ecológica y una protección mayor. Pero en el siglo XIV la peste negra y las malas cosechas detuvieron el crecimiento demográfico. La población no se recuperó hasta el siglo XV.
Las ciudades se amurallaron en torno al siglo XIII, y cuando contaban con murallas tenían derecho a un fuero. Así se estableció en las Partidas de Alfonso X el Sabio, entre 1256 y 1265. Las primeras murallas albergaron en su interior huertas y pastos para el ganado, pero debido al aumento de la población fueron insuficientes. La existencia de fuero, que era una garantía ante las arbitrariedades señoriales, favoreció la migración del campo a la ciudad. El fuero consistía en una serie de normas, derechos y deberes, de los habitantes de una ciudad, por las que se regían. Las ciudades tenían derecho a presentar sus quejas directamente al rey, así surgieron las Cortes. Las primeras Cortes tuvieron lugar en León en 1188.
Las casas solían ser de planta baja, piso y desván; con el tejado de paja. A medida que aumentó la población fueron haciéndose más altas. Las ciudades cristianas no pasaban de los 50.000 habitantes, mientras que las musulmanas como Córdoba, Sevilla, Granada, Marraquech, Damasco, El Cairo o Bagdad los superaban ampliamente: la musulmana era una civilización urbana.
- Datos: Q5802434